# Alba (Villalba)
Alba (llamada oficialmente San Xoán de Alba) es una parroquia española del municipio de Villalba, en la provincia de Lugo, Galicia.

## Otras denominaciones
La parroquia también es conocida por el nombre de San Juan de Alba.

## Organización territorial
La parroquia está formada por treinta entidades de población, constando dieciocho de ellas en el nomenclátor del Instituto Nacional de Estadística español:
- Abadín
- A Chousa
- A Costa
- A Cruz
- A Dádivas (As Dádivas)
- Amarigo
- A Paiola
- As Turbelas
- Carralmaior
- Carretera (A Estrada)
- Casas Novas (As Casas Novas)
- Chantada
- Coea
- Currás
- Curro (O Curro)
- Ferreiroá (A Ferreiroá)
- Fontelo (O Fontelo)
- Galiñeiro
- Igrexa (A Igrexa)
- Lela
- Louseira[8] (A Louseira)
- O Bosque
- O Larizo
- Outeiro (O Outeiro)
- Pazos
- Pena (A Pena)
- Penelas
- Tralocurro
- Vidal
- Xestas (As Xestas)

## Demografía
| Gráfica de evolución demográfica de Alba entre 2000 y 2021 |
|                                                            |
| Datos según el nomenclátor publicado por el INE.           |

## Patrimonio
Cuenta con fértiles tierras de praderas al este, en la orilla del río Ladra, y montes de buena calidad al oeste hasta el valle del Ladra. 
Por esta parroquia pasan numerosos peregrinos al ser atravesarla por el Camino de Santiago de la Costa o del Norte
En San Juan de Alba se puede visitar su iglesia y su cementerio neo-gótico que presenta los característicos pináculos, moda extendida y conservada por los canteros de la comarca de Terra Chá, concretamente de la parroquia de Román, desde el siglo XVI.
En esta parroquia se encuentra la llamada Roza das Modias, un yacimiento situado en el monte Galdo en el lugar de Muiño Pequeno. Está formado por 7 túmulos, enterramientos prehistóricos. En algunas de la tumbas, principalmente en la mayor de ellas, las piedras de la cámara se encuentran decoradas con conjuntos de líneas onduladas, colocadas de forma vertical a lo largo de la piedra.

## Festividades
- San Juan: se celebra el fin de semana más cercano al 24 de junio, es la principal fiesta de la parroquia.
- Santo Ángel: se celebra el último fin de semana de septiembre.